# François Cosserat
François Nicolas Cosserat (Douai, 26 de outubro de 1852 — França, 22 de março de 1914) foi um engenheiro civil francês.
François Cosserat foi o irmão mais velho de Eugène Cosserat e tinha um outro irmão, Lucien Constant Cosserat (1856–1897), um engenheiro ferroviário, que como François Cosserat estudou na École polytechnique. François Cosserat estudou de 1870 a 1872 na École polytechnique e seguiu depois sua formação em engenharia civil na École Nationale des Ponts et Chaussées, obtendo o diploma em 1875. Trabalhou depois como engenheiro ferroviário em estradas de ferro, pontes e túneis. Trabalhou primeiro no norte da França, depois no leste. Em 1895 foi engenheiro chefe de 2.ª classe.
Paralelamente a seu trabalho prático como engenheiro trabalhou com seu irmão Eugène, um matemático e astrônomo na Universidade de Toulouse, sobre teoria da elasticidade. O contínuo de Cosserat é denominado em memória de ambos. Em 1913 foi presidente da Société mathématique de France, em 1893 cavaleiro da Ordem Nacional da Legião de Honra e em 1896 membro da Académie des Sciences. 
Traduziu do inglês, alemão e russo. No momento de sua morte estava traduzindo os Princípios da Mecânica Estatística de Josiah Willard Gibbs para o francês. Foi com seu irmão colaborador da edição francesa da Encyklopädie der mathematischen Wissenschaften.

## Obras
- com E. Cosserat: Théorie de l'élasticité 1896
- com E. Cosserat: Théorie des corps déformables, Paris: Hermann 1909